# Noémie Marin
Noémie Marin (née le 5 avril 1984 à Acton Vale dans la province de Québec au Canada) est une joueuse canadienne de hockey sur glace et de softball.

## Carrière en club

### NCAA
Au niveau universitaire, elle évolue pour les Bulldogs de Minnesota-Duluth  pendant 3 saisons. À sa première saison, elle est élue la recrue de l'année et nommée au sein de la seconde équipe d'étoiles de la WCHA.Lors de la saison 2006-2007, elle remporte le classement des marqueuses dans la conférence WCHA. Elle établit un record pour deux buts marqués le plus rapidement en désavantage numérique (16,55 secondes). Elle apparait deux années consécutives parmi les 10 finalistes du trophée Patty Kazmaier.
| Saison NCAA | Matchs joués | Buts | Passes | Points | Punitions - minutes |
| 2004-2005   | 28           | 15   | 2      | 20     | 7-14                |
| 2005-2006   | 30           | 22   | 17     | 39     | 9-18                |
| 2006-2007   | 39           | 24   | 29     | 53     | 12-24               |

Source,,,

### LCHF
En 2008-2009, elle se joint aux Stars de Montréal dans la Ligue canadienne de hockey féminin (LCHF). Elle participe à sept conquêtes du championnat de ligue et à quatre conquêtes de la Coupe Clarkson. Lors de la saison 2009-2010, Marin  mene au classement des marqueuses de la ligue avec une récolte de 25 buts et 18 passes en 28 matchs. À la saison 2010-2011, elle fait partie du Top-5 des meilleures compteuses (avec 35 points, 19 buts et 14 passes), bien qu'elle ait été absente pour 10 matchs due à une blessure. Dans le match de finale pour la Coupe Clarkson 2011, Marin marque un but pour le triomphe de son équipe,.
Lors de la saison 2011-2012, Marin marque 12 buts et récolte 22 mentions d'assistance pour un total de 34 points en 24 matchs. Elle termine la saison au 6e rang du classement des compteuses de la ligue. 
| Saison    | Équipe                  | Ligue |    | Saison régulière | Saison régulière | Saison régulière | Saison régulière | Saison régulière |   | Séries éliminatoires | Séries éliminatoires | Séries éliminatoires | Séries éliminatoires | Séries éliminatoires |
| Saison    | Équipe                  | Ligue | PJ | B                | A                | Pts              | Pun              | PJ               | B | A                    | Pts                  | Pun                  |                      |                      |
| 2008-2009 | Stars de Montréal       | LCHF  | 26 | 23               | 26               | 49               | 12               |                  |   |                      |                      |                      |                      |                      |
| 2009-2010 | Stars de Montreal       | LCHF  | 28 | 25               | 18               | 43               | 16               |                  |   |                      |                      |                      |                      |                      |
| 2010-2011 | Stars de Montreal       | LCHF  | 17 | 21               | 14               | 35               | 10               |                  |   |                      |                      |                      |                      |                      |
| 2011-2012 | Stars de Montreal       | LCHF  | 24 | 12               | 22               | 34               | 16               |                  |   |                      |                      |                      |                      |                      |
| 2012-2013 | Stars de Montreal       | LCHF  | 14 | 7                | 7                | 14               | 6                |                  |   |                      |                      |                      |                      |                      |
| 2013-2014 | Stars de Montreal       | LCHF  | 7  | 1                | 3                | 4                | 2                |                  |   |                      |                      |                      |                      |                      |
| 2014-2015 | Stars de Montreal       | LCHF  | 18 | 13               | 5                | 18               | 2                |                  |   |                      |                      |                      |                      |                      |
| 2015-2016 | Canadiennes de Montreal | LCHF  | 22 | 7                | 8                | 15               | 6                |                  |   |                      |                      |                      |                      |                      |
| 2016-2017 | Canadiennes de Montreal | LCHF  | 19 | 6                | 6                | 12               | 8                |                  |   |                      |                      |                      |                      |                      |
| 2017-2018 | Canadiennes de Montreal | LCHF  | 26 | 17               | 14               | 31               | 12               |                  |   |                      |                      |                      |                      |                      |

## Carrière au niveau international
De 2004 à 2007, Marin est membre de l'équipe nationale du Canada des moins de 22 ans avec laquelle elle remporte deux médailles d'Or aux Coupes des nations MLP  tenus en Allemagne.
| Tournoi                           | Matchs joués | Buts | Passes | Points | Punitions |
| 2004 Canada U22 vs États-Unis U22 | 3            | 0    | 1      | 1      | 2         |
| 2005 Coupe des nations MLP        | 4            | 4    | 1      | 5      | 2         |
| 2005 Camp de développement U-22   | 2            | 1    | 0      | 1      | 0         |
| 2006 Coupe des nations MLP        | 4            | 3    | 4      | 7      | 8         |
| 2007 Camp d’évaluation national   | 2            | 0    | 0      | 0      | 2         |

Source
En mars 2011, Marin est invité au camp d'entrainement de l'équipe nationale canadienne sénior en vue de la sélection des joueuses pour les championnats mondiaux féminins 2111. Malheureusement elle se blesse au genou droit lors d'un match d'entrainement et n'est pas retenue dans l'alignement final de l'équipe canadienne,.

## Softball
Noémie Marin connaît également une carrière comme joueuse de softball,. Elle participe à trois championnats canadiens avec les Rebelles du Québec. Elle reçoit le titre de joueuse la plus utile à son équipe des championnats canadiens en 2001 et 2002 et remporte le trophée Claudette Bergeron de l'athlète féminine de softball de l'année en 2000 et 2001. Elle est d'ailleurs la seule québécoise dans l’équipe canadienne de softball aux Jeux olympiques de 2008 à Beijing en Chine. L'équipe nationale canadienne rate une médaille olympique de peu, en prenant le quatrième rang.

## Honneurs et distinctions individuelles

### Au hockey
- Triple championne de la Coupe Clarkson (2009, 2011 et 2012)
- Quatre championnat consécutif de saison régulière dans la LCHF (2008-2009, 2009-2010, 2010-2011 et 2011-2012)
- Top-10 finaliste pour le trophée Patty Kazmaier en 2007
- Top-10 finaliste pour le trophée Patty Kazmaier en 2006
- Élue dans la deuxième équipe d'étoiles 2005-2006  dans la WCHA
- Élue sur l'équipe WCHA All-Academic 2005-06
- Élue dans la deuxième équipe d'étoiles 2004-2005 dans la All-WCHA
- Nommée la recrue de l'année 2004 dans la WCHA

### Au softball
- Médaillée d'Argent aux Jeux panaméricains de 2007[21].
- Joueuse MVP du Championnat canadien 2001 et 2002
- Récipiendaire du Trophée Claudette Bergeron pour l'athlète féminine de l'année 2000 et de l'année 2001[22]

## Carrière d'entraîneur
Diplômée en éducation physique de l’Université Minnesota-Duluth, Marin enseigne le hockey aux jeunes filles et est également entraîneur pour des équipes féminines amateurs.